# فران تلچیا
فران تلچیا (انگلیسی: Coro؛ زادهٔ ۵ ژانویهٔ ۱۹۸۳) بازیکن سابق فوتبال اهل اسپانیا است. او بیشتر دوران حرفه‌ای خود را با اسپانیول گذراند و در ۲۰۰ مسابقه در زمین ظاهر شد و ۲۴ گل به ثمر رساند و با این باشگاه قهرمان کوپا دل ری ۲۰۰۶ شد.
وی همچنین در تیم‌های ملی فوتبال زیر ۱۷ سال اسپانیا، زیر ۱۹ سال اسپانیا، زیر ۲۰ سال اسپانیا، و کاتالونیا بازی کرده‌است.